# HAL Prachand
L'HAL Light Combat Helicopter è un elicottero d'attacco progettato in India da Hindustan Aeronautics (HAL), per entrare in servizio nell'Esercito indiano e nell'Aeronautica indiana.

## Storia

### Sviluppo
Nel 2006 Hindustan Aeronautics annunciò il progetto per lo sviluppo del Light Combat Helicopter (LCH); i fondi per il progetto, che avrebbe interessato sia la Bhāratīya Thalsēnā che la Bhāratīya Vāyu Senā, furono approvati ad ottobre dello stesso anno.

L'LCH deriva dall'HAL Dhruv, elicottero già in uso nelle forze armate indiane. L'utilizzo di una piattaforma già collaudata dovrebbe permettere di contenere il costo stimato di questo elicottero a circa 8,76 miliardi di rupie, circa 194,5 milioni di dollari. HAL ha previsto di fornire 65 LCH all'aeronautica indiana e 114 all'esercito.

### Tecnica
L'HAL Light Combat Helicopter (LCH) presenta una fusoliera molto stretta, sarà dotato di tecnologie stealth e sarà inoltre dotato di carrelli d'atterraggio di emergenza. Il progetto LCH è pensato per affrontare fanteria e mezzi corazzati, è dotato di un motore HAL/Turbomeca Shakti da 1400 cavalli che lo rende in grado di operare ad una altitudine di 16 300 piedi. Questo elicottero sarà dotato di apparati per la guerra elettronica e i piloti avranno un casco di volo sul quale è montato un display che permette la visualizzazione del bersaglio. Nel 2006 HAL scelse per l'LCH un cannone M621 montato su una torretta THL 20 costruita da Nexter, che potrà essere gestita dal casco speciale dei piloti.

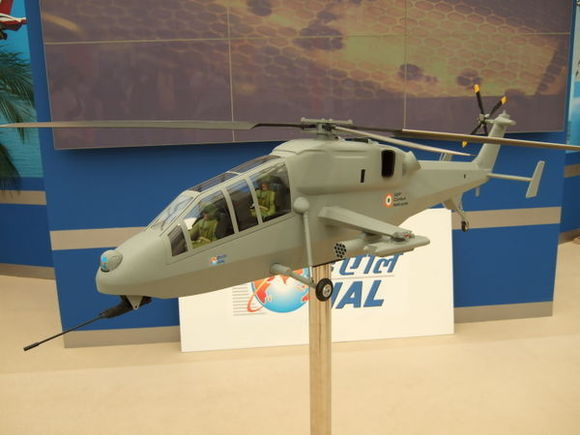
Modellino dell'LCH

Il cockpit sarà in vetro con un display multifunzione, con un sistema di rilevamento dell'obbiettivo FLIR e un sistema d'allarme per i missili in avvicinamento. Questo elicottero sarà destinato a missioni di ricerca, pattugliamento, sostegno della fanteria. I due piloti, a differenza del Dhruv, siedono uno dietro l'altro; per l'LCH sono stati riprogettati il sistema idraulico, i comandi di volo e l'impianto di alimentazione; anche la fusoliera, per divenire stealth, ha richiesto una revisione.

## Impiego operativo
L'LCH ha fatto il suo primo volo il 29 marzo 2010. Il secondo volo ha avuto luogo il 28 aprile 2010. Sono stati eseguiti diversi altri voli di prova; HAL, l'azienda produttrice dell'LCH, ha annunciato che verranno fatti più di 20 voli di prova per testare i vari sistemi e i comandi di volo. Il secondo prototipo che è stato costruito testerà i vari sistemi d'arma montati sull'LCH. Altri due prototipi sono in costruzione, che entreranno poi in servizio nella forza aerea indiana.

## Ordini
A fine marzo 2022, l'India's Cabinet Committee on Security (CCS) ha autorizzato l'acquisto dei primi 15 LCH, nell'ambito di una produzione in serie limitata al costo di 38,87 miliardi di INR (513,8 milioni US$). Il Ministero della Difesa indiano (MoD) ha aggiunto, in un comunicato stampa, che sono stati stanziati ulteriori 3,77 miliardi di INR per le infrastrutture. Di questi primi quindici esemplari, dieci saranno destinati all'Aeronautica, mentre i restanti cinque all'Aviazione dell'Esercito indiano.
L'Indian Army ha ricevuto il primo esemplare il 30 settembre 2022.
I primi tre esemplari consegnati all'Aeronautica, ribattezzati Prachand, sono stati consegnati il 3 ottobre 2022.
Il 28 marzo 2025, il Ministero della Difesa indiano firmò due contratti con la HAL per la fornitura di 156 elicotteri da combattimento leggeri Prachand, comprendenti addestramento e alle attrezzature associate, per un valore di 7,3 miliardi di dollari.
Il primo contratto riguardava la fornitura di 66 elicotteri per l'Aeronautica militare indiana, mentre il secondo contratto riguardava la fornitura di 90 elicotteri all'Esercito indiano.

## Utilizzatori

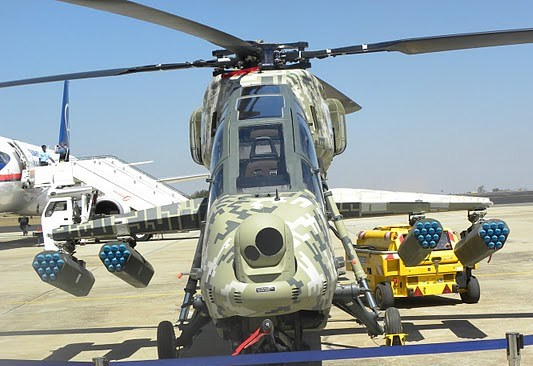
Vista frontale di un prototipo di LCH

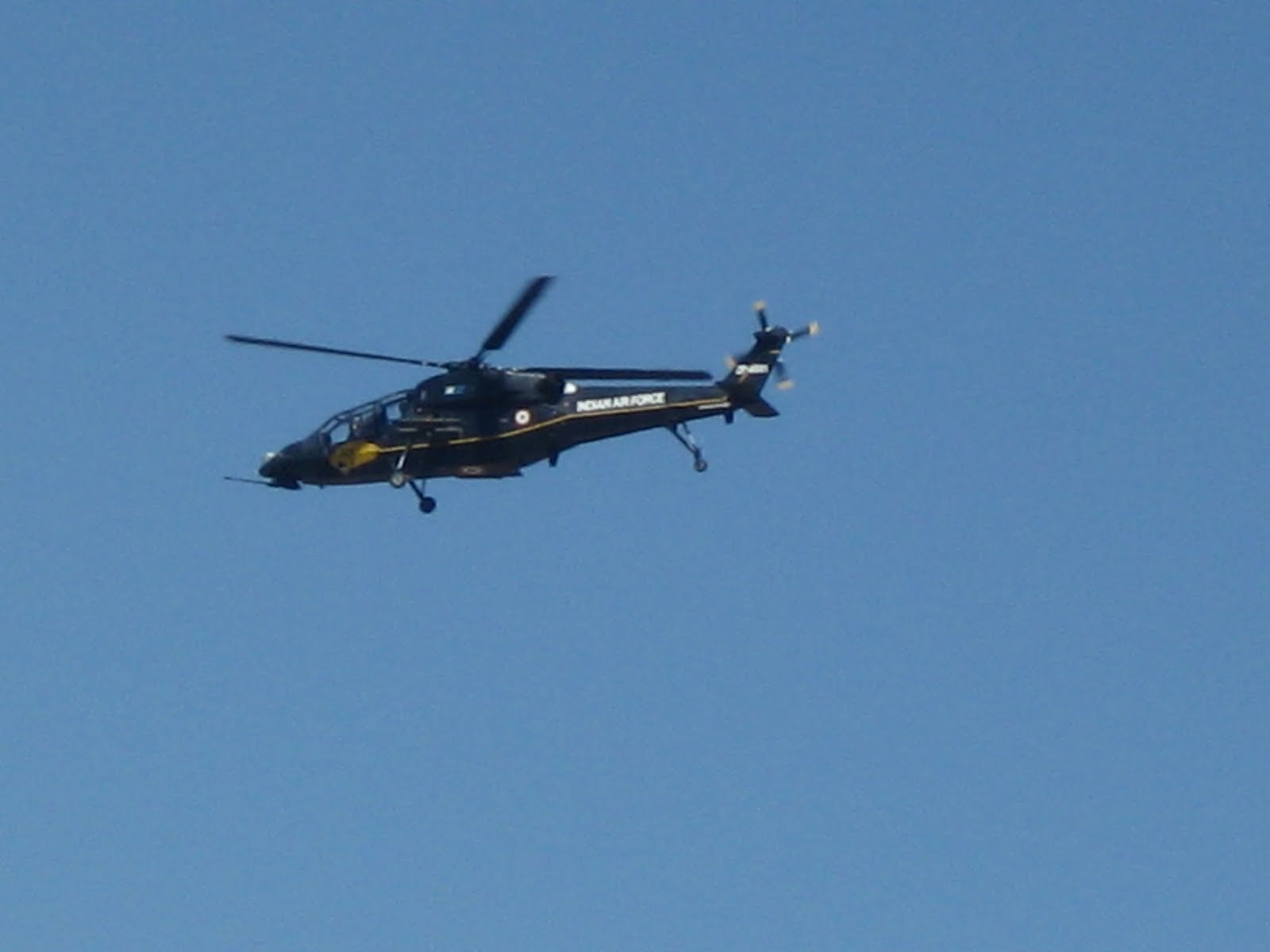
LCH in volo

India
- Bhāratīya Vāyu Senā:

10 LCH ordinati a marzo 2022 (con un fabbisogno di 65 esemplari). I primi tre esemplari, ribattezzati Prachand Mk.1, sono stati consegnati il 3 ottobre 2022. Ulteriori 66 esemplari ordinati il 28 marzo 2025.
- Bhāratīya Thalsēnā

5 LCH ordinati a marzo 2022 (con un fabbisogno di 114 esemplari). Il primo esemplare, ribattezzato Prachand Mk.1, è stato consegnato il 30 settembre 2022. Ulteriori 90 esemplari ordinati il 28 marzo 2025.

### Elicotteri comparabili
- Bell AH-1 SuperCobra
- Boeing AH-64 Apache
- Denel AH-2 Rooivalk
- AgustaWestland AW129
- CAIC WZ-10
- Harbin Z-19
- Eurocopter Tiger
- Eurocopter Panther
- Kawasaki OH-1
- / Kamov Ka-50
- / Mil Mi-24
- / Mil Mi-28